# Spermiogenèse
La spermiogenèse, étape finale de la spermatogenèse, dure 23 jours chez l'homme (environ 1/3 de la spermatogenèse en durée). C’est le processus de différenciation progressive des spermatides en spermatozoïdes. Elle se déroule dans le compartiment adluminal des tubes séminifères. Elle est caractérisée par des transformations morphologiques radicales, passant de spermatides rondes à un spermatozoïde ainsi qu'un corps résiduel.
On peut noter 4 étapes principales réalisées simultanément[réf. à confirmer] :
- réorganisation nucléaire : condensation, on passe à un noyau ovale, élimination des nucléoles, remplacement des histones par des protamines au niveau de l'ADN. C'est une compaction protectrice ;
- formation de l'acrosome : migration de l'appareil de Golgi, fusion des vésicules golgiennes en une vésicule acrosomiale formant l'acrosome (2/3 du noyau, enzymes) ;
- élongation du flagelle : le centrosome migre à l'opposé ; le centriole proximal forme le complexe centriolaire et le centriole distal s'allonge grâce aux microtubules et forme l'axonème ; les mitochondries viennent former un manchon en hélice autour ;
- élimination du cytoplasme en excès (corps résiduel) qui sera phagocyté par la cellule de Sertoli et obtention de la forme allongée du spermatozoïde.